# Lompolonsaaret
Lompolonsaaret är en ö i Finland. Den ligger i sjön Pallasjärvi och i kommunen Muonio i den ekonomiska regionen  Fjäll-Lappland  och landskapet Lappland, i den norra delen av landet, 900 km norr om huvudstaden Helsingfors. Öns area är 1,1 hektar och dess största längd är 410 meter i nord-sydlig riktning.  Notera att namnet antyder att det är fråga om flera öar.